# Breckenridge (Míchigan)
Breckenridge es una villa ubicada en el condado de Gratiot en el estado estadounidense de Míchigan. En el Censo de 2010 tenía una población de 1328 habitantes y una densidad poblacional de 476,09 personas por km².

## Geografía
Breckenridge se encuentra ubicada en las coordenadas 43°24′28″N 84°28′43″O / 43.40778, -84.47861. Según la Oficina del Censo de los Estados Unidos, Breckenridge tiene una superficie total de 2.79 km², de la cual 2.78 km² corresponden a tierra firme y (0.28%) 0.01 km² es agua.

## Demografía
Según el censo de 2010, había 1328 personas residiendo en Breckenridge. La densidad de población era de 476,09 hab./km². De los 1328 habitantes, Breckenridge estaba compuesto por el 96.84% blancos, el 0.45% eran afroamericanos, el 0.75% eran amerindios, el 0% eran asiáticos, el 0% eran isleños del Pacífico, el 0.75% eran de otras razas y el 1.2% pertenecían a dos o más razas. Del total de la población el 4.37% eran hispanos o latinos de cualquier raza.